# Cilleruelo de San Mamés
Cilleruelo de San Mamés es un municipio y localidad española de la provincia de Segovia, en la comunidad autónoma de Castilla y León. Cuenta con una población de 35 habitantes (INE 2024).

## Toponimia
El topónimo Cilleruelo es un diminutivo de cillero, que significa despensa, bodega o lugar donde se guarda el grano, y procede del latín cellarium ‘despensa’. Por su parte, San Mamés hace referencia al santo patrón del municipio y se le añadió al nombre en el siglo XIX. En cuanto a su significado, habría dos posibilidades: por un lado haría referencia a la repoblación llegada de Burgos, donde existen dos localidades llamadas Cilleros, o bien sería un lugar seguro donde guardar los granos y rentas de alguna institución o propietario.

## Geografía

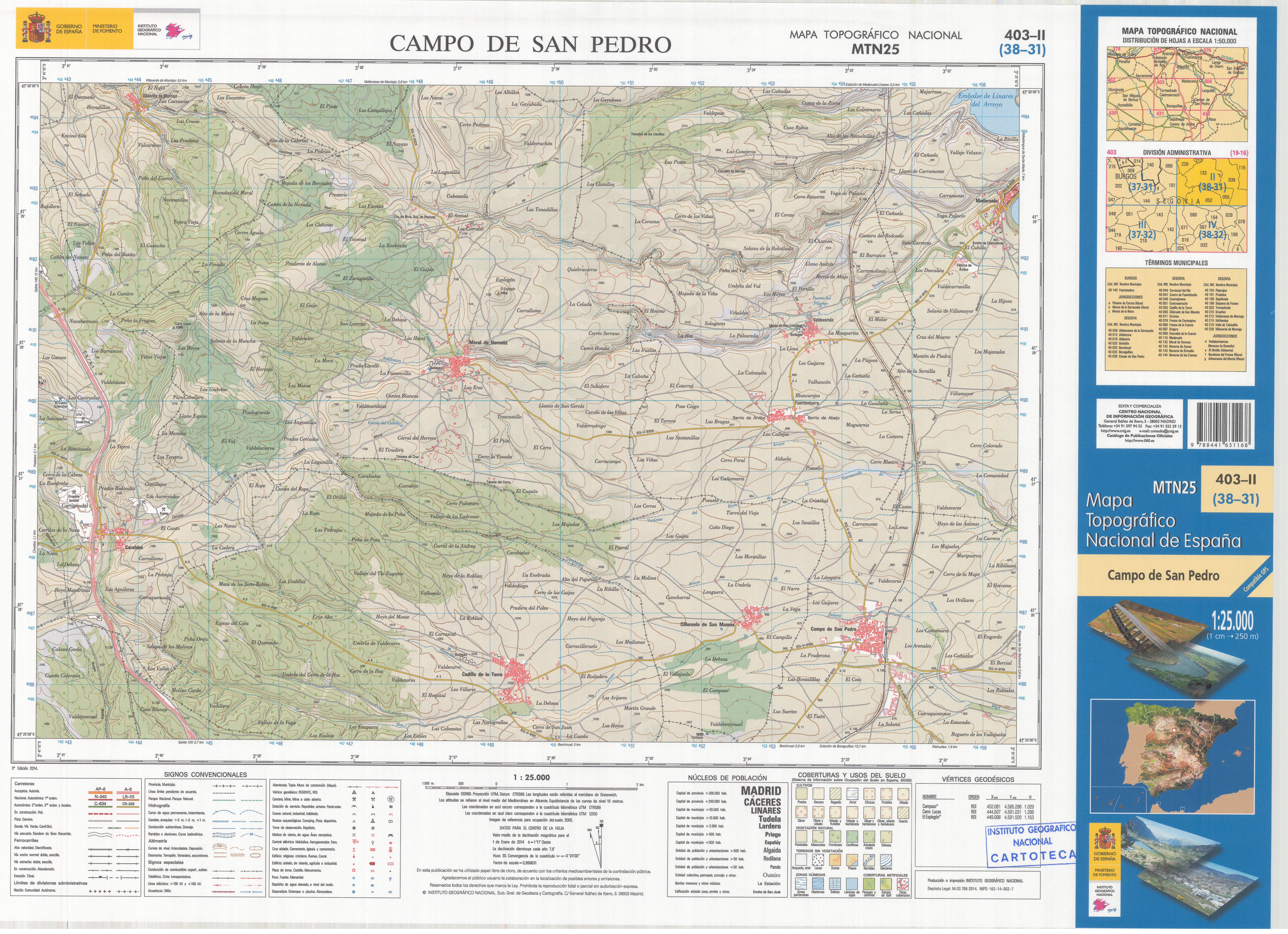
Fragmento de la hoja 403 del Mapa Topográfico Nacional de España de 2014 en el que se representa Cilleruelo de San Mamés

| Noroeste: Moral de Hornuez    | Norte: Moral de Hornuez,Campo de San Pedro | Noreste: Campo de San Pedro |
| Oeste: Cedillo de la Torre    |                                            | Este: Campo de San Pedro    |
| Suroeste: Cedillo de la Torre | Sur: Bercimuel                             | Sureste: Campo de San Pedro |

## Historia
Estuvo integrada en la Comunidad de Villa y Tierra de Maderuelo.
Cilleruelo de San Mamés en el siglo XIX: Cuenta Pascual Madoz en ‘Diccionario geográfico-estadístico-histórico de España’ que,
a mediados del siglo XIX, en Cilleruelo de San Mamés había «30 casas, la mayor parte con pozo y un corral por delante», ayuntamiento y escuela de instrucción primaria común a ambos sexos a la que acudían 14 alumnos. Como la mayoría, era un pueblo agrícola en el que sus gentes cultivaban trigo, cebada, centeno, avena y legumbres. Tenían además ganado vacuno, mular y lanar. De este último se vendía la lana a la fábrica de Riaza, en la que sus vecinos compraban paños. Tenían posibilidad de cazar liebres, conejos y perdices en su término municipal. Eran en aquel tiempo 26 vecinos que sumaban «87 almas»sto).

## Demografía
Cuenta con una población de 35 habitantes (INE 2024).
| Gráfica de evolución demográfica de Cilleruelo de San Mamés entre 1828 y 2021 |
| |
| Población según el Diccionario geográfico-estadístico de España y Portugal de Sebastián Miñano. Población de derecho según los censos de población del INE. Población de hecho según los censos de población del INE. |

A pesar de ser uno de los municipios menos poblados de la provincia, en verano y fines de semana, su población se multiplica alcanzando los 200 habitantes.

## Administración y política
Lista de alcaldes
| Periodo   | Nombre             | Partido | Partido |
| --------- | ------------------ | ------- | ------- |
| 1979-1983 | Eufrasio Maté Sanz |         | CD      |
| 1983-1987 | Eufrasio Maté Sanz |         | PSOE    |
| 1987-1991 | Eufrasio Maté Sanz |         | PSOE    |
| 1991-1995 | Eufrasio Maté Sanz |         | PSOE    |
| 1995-1999 | Eufrasio Maté Sanz |         | PSOE    |
| 1999-2003 | Eufrasio Maté Sanz |         | PSOE    |
| 2003-2007 | Eufrasio Maté Sanz |         | PSOE    |
| 2007-2011 | César Maté Sanz    |         | PSOE    |
| 2011-2015 | César Maté Sanz    |         | PSOE    |
| 2015-2019 | César Maté Sanz    |         | PSOE    |
| 2019-2023 | César Maté Sanz    |         | PSOE    |
| 2023-act. | César Maté Sanz    |         | PSOE    |

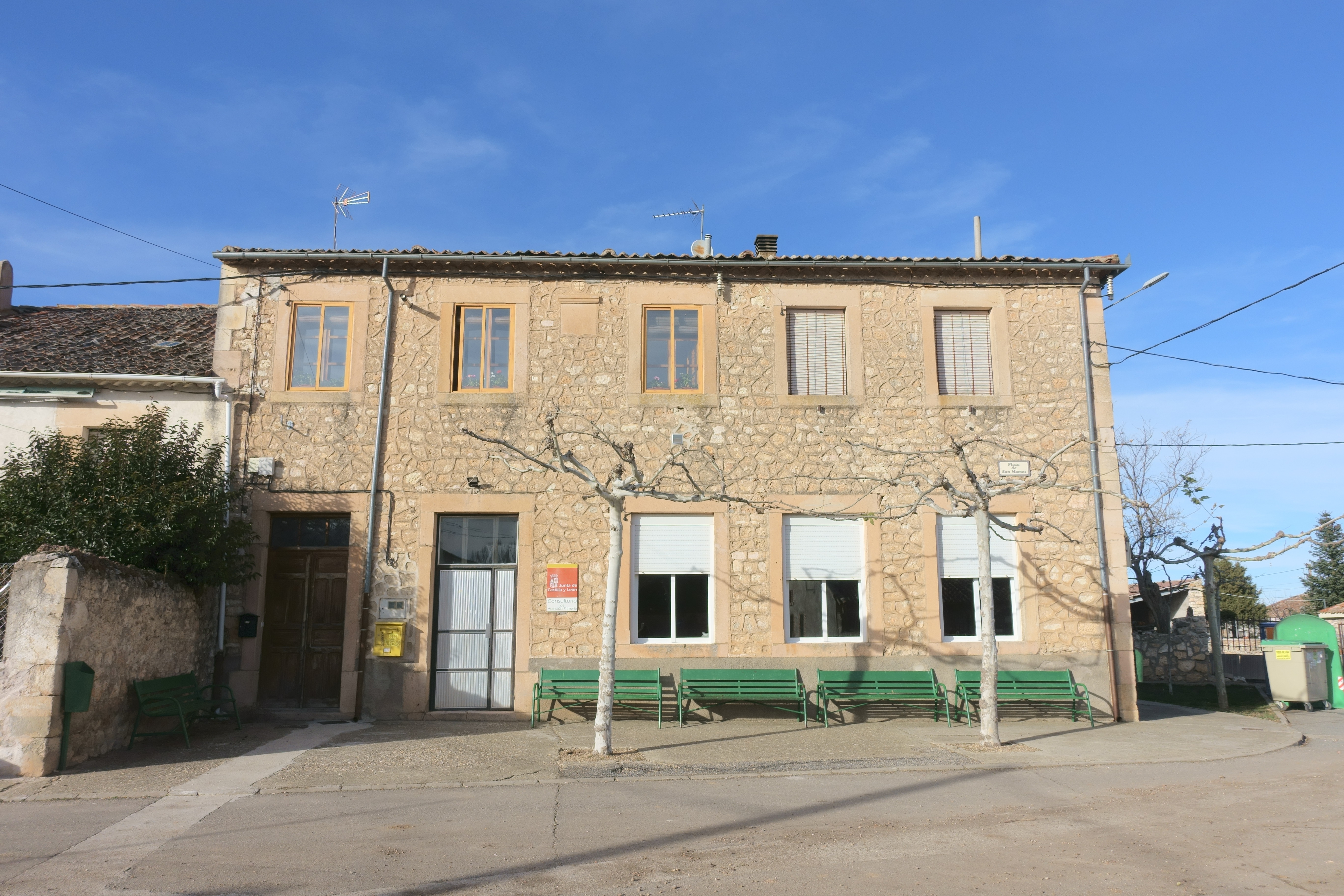
Casa consistorial

El municipio pertenece al distrito electoral del partido judicial de Riaza en la Diputación Provincial de Segovia.

## Cultura

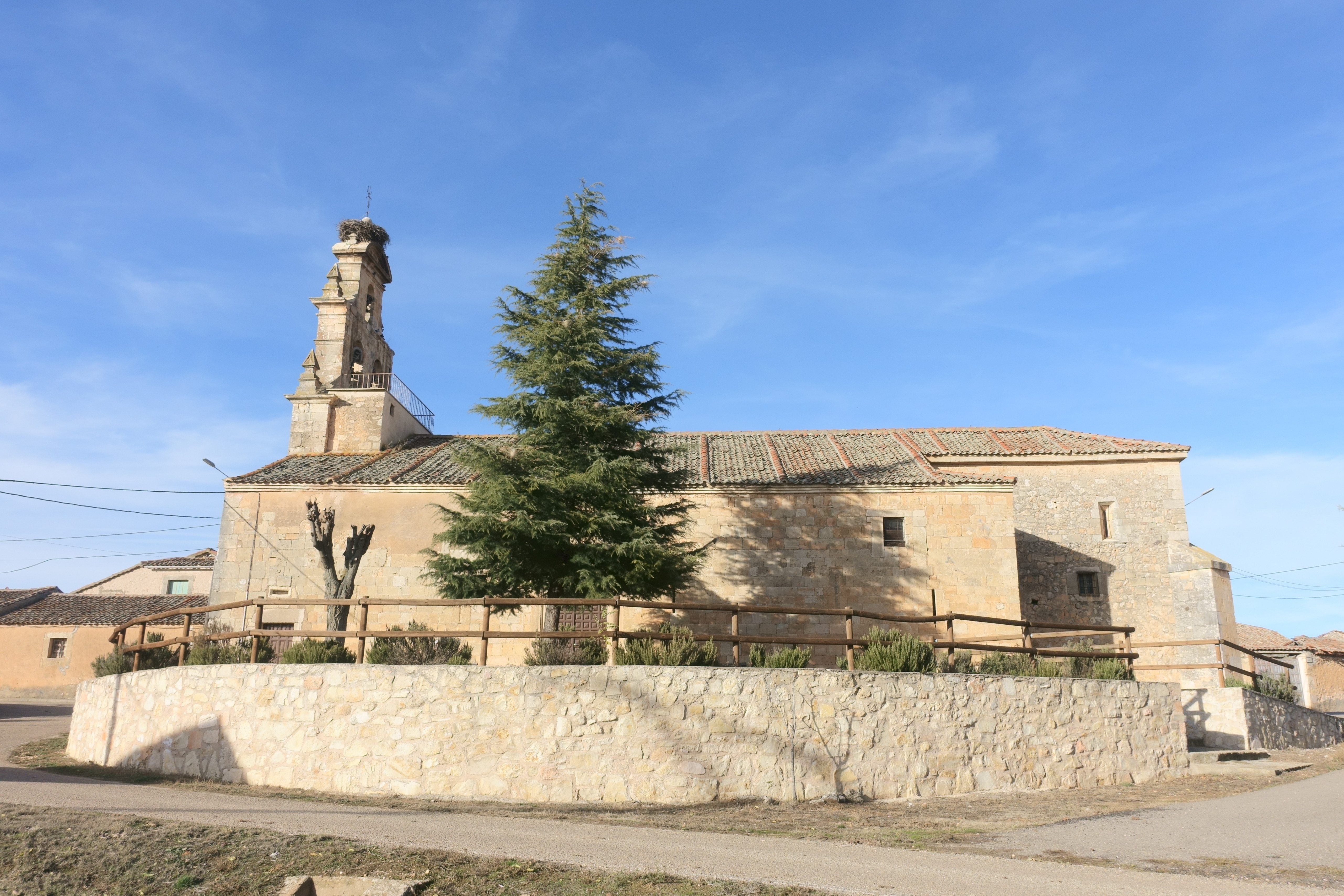
Iglesia parroquial de San Mamés

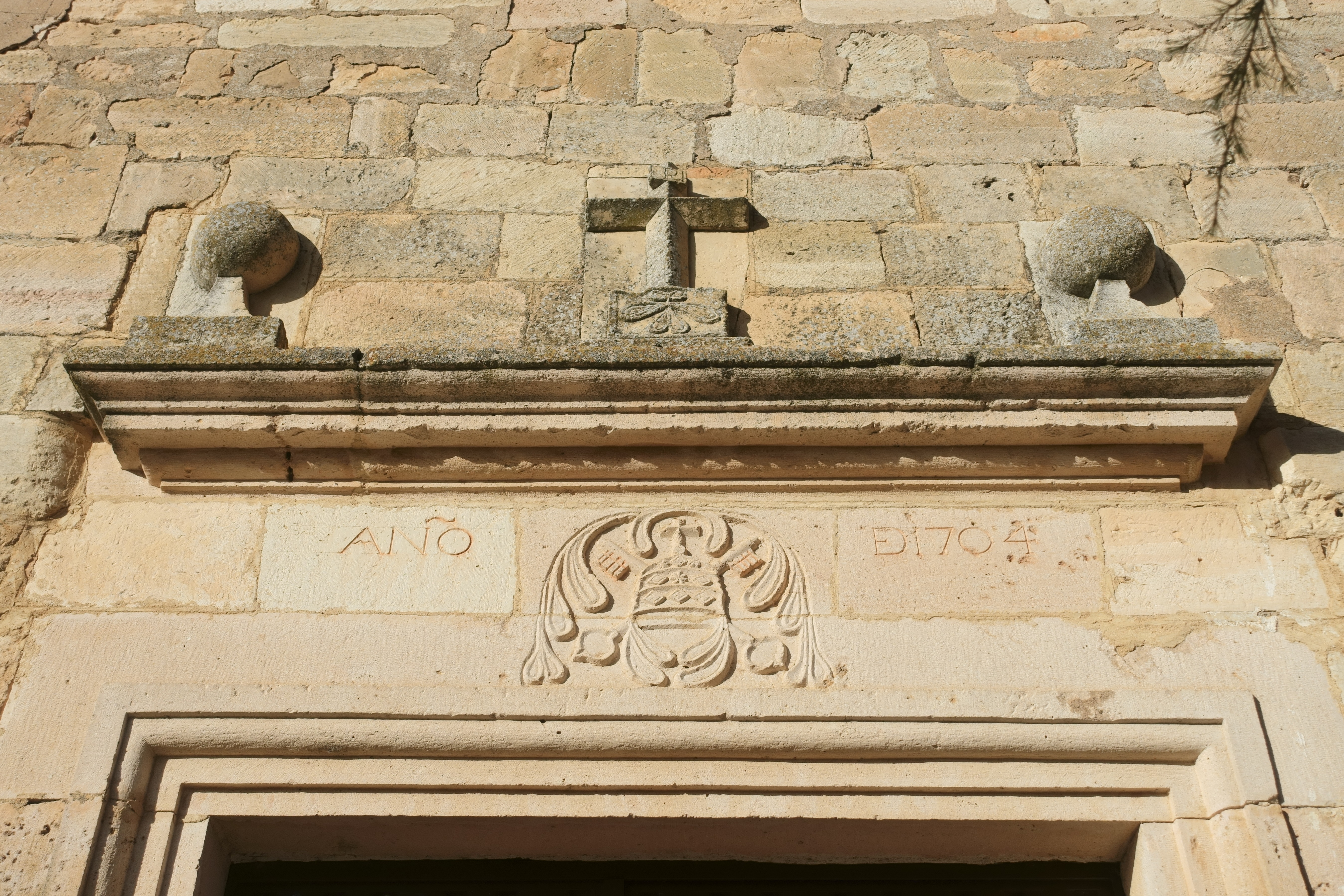
Entrada de la iglesia

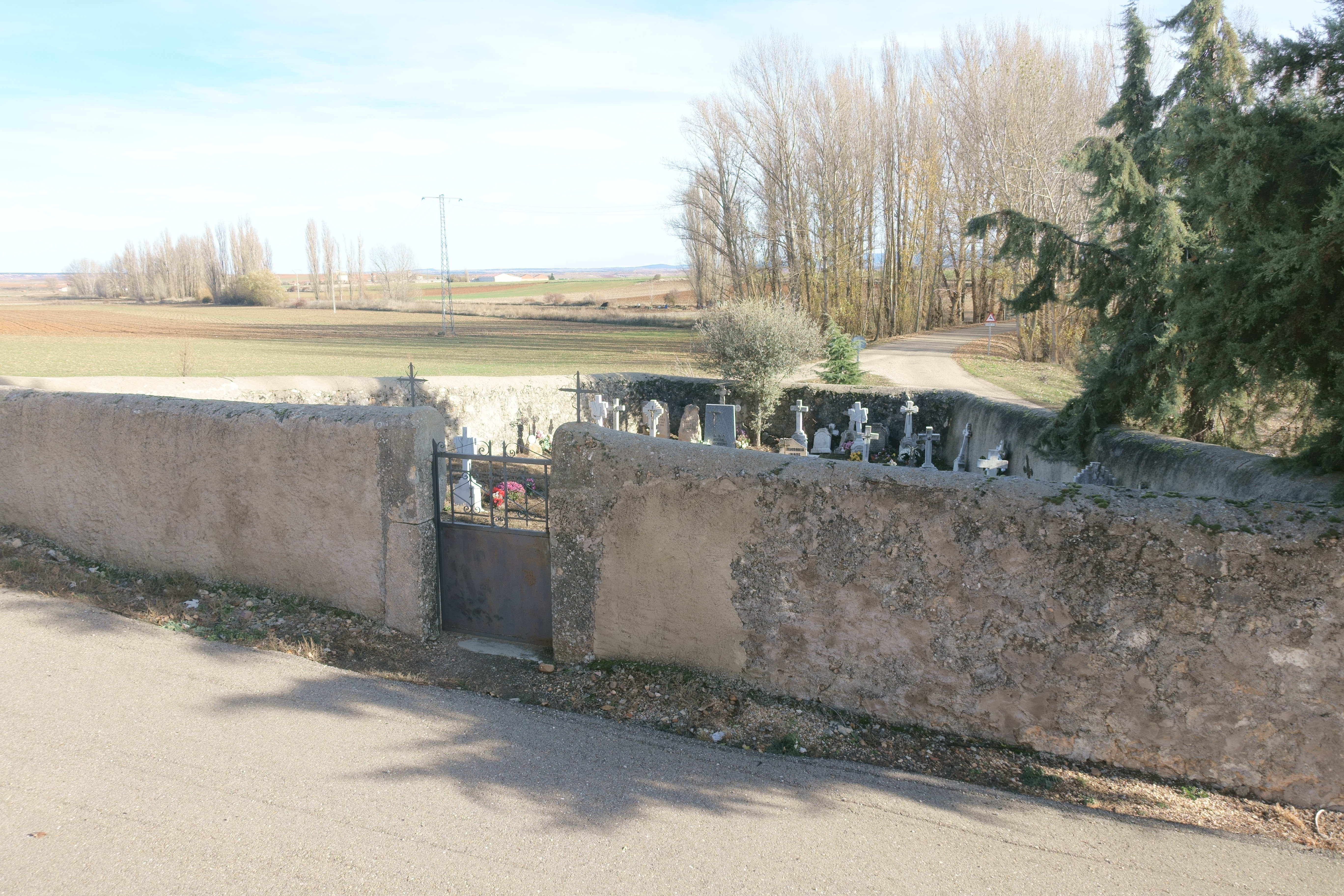
Cementerio municipal

### Patrimonio
- Iglesia parroquial de San Mamés, declarada bien de interés cultural en 1994. En su cabecera un fragmento de cornisa confirma su origen románico, con múltiples reformas y ampliaciones, como la sacristía de estilo gótico postmedieval o la gran espadaña que se eleva sobre el muro que cierra la nave de estilo barroco. Dentro hay un artesonado enmascarado por un cielo raso, aunque se aprecian buenos restos. Existe un coro y varios retablos barrocos. Destacando el retablo mayor con una imagen San Mamés.  Contiene una cruz procesional renacentista del siglo XVI y una custodia del siglo XVIII.;[8][9][10][11]
- Restos de la ermita del Padre Eterno, la imagen del Padre Eterno desde la desaparición del templo está en la iglesia parroquial..[12]

### Fiestas
- San Isidro Labrador, 15 de mayo;
- San Bernabé, el 11 de junio, con una romería en la pradera de Hornuez que se conoce como El Voto;[6]
- San Mamés, patrón, el 17 de agosto;[13]
- Romería de la Virgen de Hornuez, cada último domingo del mes de mayo durante tres días.[12]

#### Tradiciones
Son tradicionales las dianas y los pasacalles  en las mañanas de los festivos. Se mantienen tradiciones como el sorteo de los palos de las andas del Santo antes de introducirle en la iglesia tras la procesión. Otra tradición ahora desaparecida es la víspera que antes se celebraba o la novena, que servía de preludio para anunciar los días.

### Gastronomía
El plato que destaca en la gastronomía de Cilleruelo de San Mamés es el cordero asado, además del puré de patatas, tomate frito y el bechamel.